# Wrightbus SRM
Le Wright SRM - Son of Route Master, est un autobus à impériale hybride à deux essieux fabriqué par le constructeur d'Irlande du Nord Wrightbus sur un châssis  Volvo B5LH ou Volvo B5LHC. Ce n'est qu'une nouvelle variante du New Routemaster dont il reprend quasiment sans changements tous les panneaux de carrosserie jusqu'au quart arrière. Il ne dispose pas de second escalier ni de plateforme arrière avec la troisième porte d'accès. Il a été conçu selon un cahier des charges répondant aux besoins des compagnies de bus provinciales, au lieu d'être exclusivement réservé aux transports en commun du centre de Londres, comme les deux modèles précédents.
Le Wrightbus SRM est pourvu, comme le New Routemaster, d'un très grand pare-brise enveloppant, d'un écran unique pour la destination et le numéro de la ligne, d'un pare-brise à double courbure pour le pont supérieur et d'un toit bombé. Les six premiers exemplaires ont été mis en service par la compagnie "London Sovereign" sur la ligne 13 en septembre 2016. Ils ont été transférés sur la ligne 183 en avril 2017 en raison d'un problème d'embarquement.
Deux autres ont été achevés conformément aux spécifications TfL sur le châssis Volvo B5LHC en 2016. Un a été envoyé à Volvo. Les deux ont commencé un procès avec London Central sur la ligne 37 en 2018[pas clair].
Les seuls MRS produits ont été construits en 2016, lors du lancement du modèle. Le modèle est resté disponible à la commande jusqu'à ce que Wrightbus soit placé sous administration judiciaire en septembre 2019. Aucun autre exemplaire n'a été construit depuis.

## Contexte
Bien qu'entièrement nouveau dans sa conception, le nouveau Routemaster mis en service le 27 février 2012 n'a pas convaincu les usagers ni la compagnie londonienne. Son prix exorbitant et ses problèmes de fiabilité récurrents ont détourné les potentiels acquéreurs. Malgré les nombreuses corrections apportées par le constructeur, sous garantie, il lui fallait rapidement présenter un nouveau modèle qui fasse oublier, autant que faire se peut, ce ressenti négatif. Le nouveau Routemaster était l'autobus le plus cher du monde, selon le maire de Londres, facturé 355.000 £ivres sterling l'unité (450.000 €uros, valeur 2012), (soit 34% de plus qu'un Iveco Urbanway hybride 18 mètres articulé, avec une capacité de 160 passagers). En juin 2015, "Transport for London" a dû faire modifier tous ses New Routemaster  pour faire en sorte que la porte arrière sur la plateforme ne puisse pas s'ouvrir durant les trajets. Le New Routemaster a aussi été beaucoup critiqué pour l'inefficacité de sa climatisation. La température relevée dans les autobus dépassait largement la température autorisée pour le transport d'animaux, supérieure à 30 °C. Les fenêtres du pont supérieur ont été critiquées pour être trop petites, le pont supérieur manquant de luminosité et de sécurité car trop "sombre". Le New Routemaster a aussi pêché par les défaillances chroniques de ses batteries. Dès juillet 2015, on constatait un niveau très élevé de pannes de batteries, 80 New Routemaster fonctionnaient en permanence en mode diesel et 200 exemplaires avaient des batteries défectueuses, qui auraient dû être remplacées sous garantie mais le nouveau type de batterie proposé présentait une fiabilité encore inférieure. Le mauvais fonctionnement des batteries rendait le bus très lent avec une faible accélération, tout en augmentant fortement le niveau de pollution au point de rejeter plus de particules nocives que les vieux bus de 1958 qu'ils remplaçaient. 
Le SRM n'a pas porté chance à son constructeur qui a voulu proposer un véhicule plus fiable en utilisant un châssis réputé fiable, le Volvo B5H et sa variante longue B5LHC mais ses efforts n'ont pas convaincu les opérateurs. Seuls 56 exemplaires ont été fabriqués en 2016.
La société a été placée en redressement judiciaire en septembre 2019, a licencié 1.200 salariés et a été rachetée en octobre de la même année et a repris une petite activité de carrosserie industrielle avec 300 salariés uniquement.